# Jean-Blaise Martin
Nicolas Jean-Blaise Martin (Torgèu e Rongèiras, (Alvèrnia - Roine-Alps), 24 de febrer de 1768 - París, 28 d'octubre de 1837) fou un cantant francès d'òpera, del qual se suposa que cantava de tenor i posteriorment en la tessitura de baríton en la que fou molt conegut com el baríton Martín.
Des de molt jove es dedicà a l'estudi de la música, i ensems que es distingia com a cantor, cultivava amb èxit l'art del violí. Al fundar-se el teatre Monsieur de París fou contractat com a baríton el 1788, fent el seu debut amb Le marquis de Tulipano, i el 1794 passà al teatre Feydeau, en el que creà, entre altres obres, Don Quichotte i Les Visitandines, a molt èxit. Després va treballar en el teatre Favart (avui Teatre Nacional de l'Opéra-Comique) començant llavors a adquirir fama de notable cantor, de tal forma, que alguns compositors escriviren partitures expressament per fer brillar les excepcionals dots de Martín.
D'aquella època són, entre d'altres: Gulnare, Maison à vendre, Le Trente et Quarente, etc.Al unir-se les companyies el 1801 les companyies que actuaven en els teatres Favart i Feyedeau per a formar l'Òpera Còmica, i foren Martín i Elleviou per a formar la nova empresa, i de llavors daten els èxits de Ma tante Aurore, Le nouveau seigneur du village, Le petit chaperon rouge, Jeannot et Colin, Les voitures versées, Jaconde. Etc.
Martín es retirà del teatre el 1823, si bé més tard (1834) tornà a aparèixer en escena per a cantar Souvenirs de Lafleur, obra que Halévy va escriure expressament per a ell.
En dues ocasions diferents va ser professor de cant en el Conservatori de París. Estava dotat d'una veu que abraçava en certa forma el doble registre de baríton i de tenor, però com a actor era molt mediocre.